# Хел (град)
Хел (пољ. Hel) град је у Пољској у Војводству поморском. По подацима из 2012. године број становника у месту је био 3737.

## Становништво
| 2012. |
| ----- |
| 3.737 |